# کوه‌های ایلمنسکی
کوه‌های ایلمنسکی (روسی: Ильменские горы) یک رشته‌کوه در استان چلیابینسک کشور روسیه است.